# Тапасвиджи
Тапасвиджи (на английски: Shriman Tapasviji Maharaj) е индиец, който е живял 186 години според преданията. Роден е през 1770 в Патиала. На 50 години се отдава на аскетизъм в Хималаите. Занимава се с йога и достига съвъшенството в управлението на процесите, протичащи в човешкия му организъм, чрез продължителна медитация (самадхи) и kaya-kalpa (аюрведична терапия за пълно физическо подмладяване). Според легендата почива през 1956 г.
Казват, че Тапасвиджи е срещнал един старец на 5 хиляди години, който говорил санскрит (езикът в Древна Индия). Придобива такова хилядолетие, благодарение на „еликсирът на живота“. Старецът му предава известно количесто. След смъртта на питиялеца, в дома му е извършен щателен обиск.